# 宗林寺 (台東区)

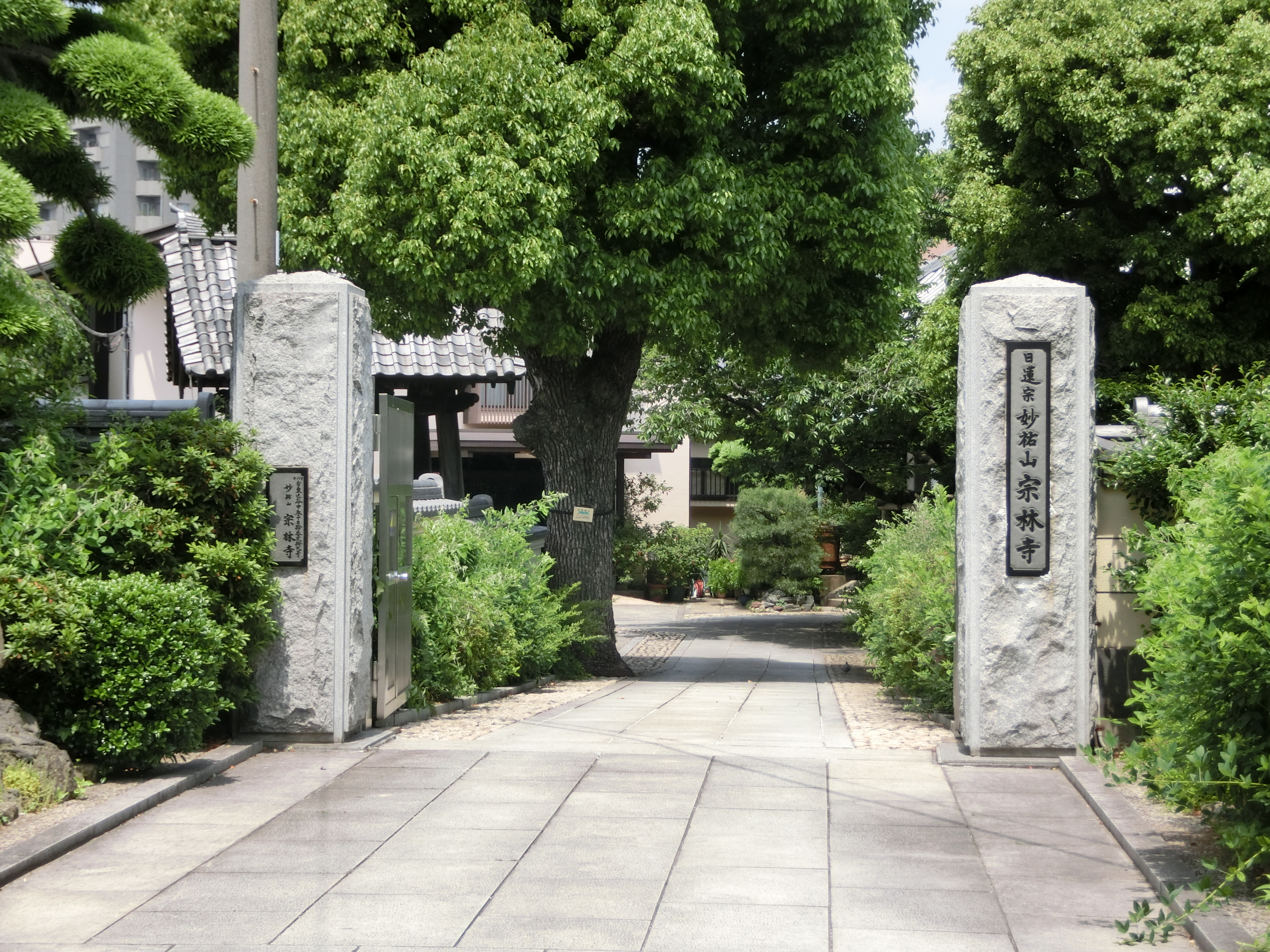
宗林寺

宗林寺（そうりんじ）は、東京都台東区谷中にある日蓮宗の寺院。舟守祖師を祀る。江戸時代には六条門流本圀寺末の触頭3ヶ寺（他に本所の法恩寺、浅草の幸龍寺）の一つ。莚師法縁（隆源会）。

## 歴史
玄龍院日辰が、府中に創建。徳川家康の江戸入府に伴い、慶長年間に神田昌平橋外に寺地を与えられた移転、その後上野東寺町へ、さらに元禄14年現在の地へ移転した。

## 舟守祖師
伊豆遠流となった立正大師日蓮が、伊豆法難で助けられたお礼に船守弥三郎へ与えた祖師像。江戸十大祖師の一つ。

## 交通アクセス
- 日暮里駅より徒歩約6分（経路案内）。

## 参考資料
- 日蓮宗寺院大鑑編集委員会『宗祖第七百遠忌記念出版 日蓮宗寺院大鑑』大本山池上本門寺 (1981年)
- 『御府内寺社備考』